# Granita

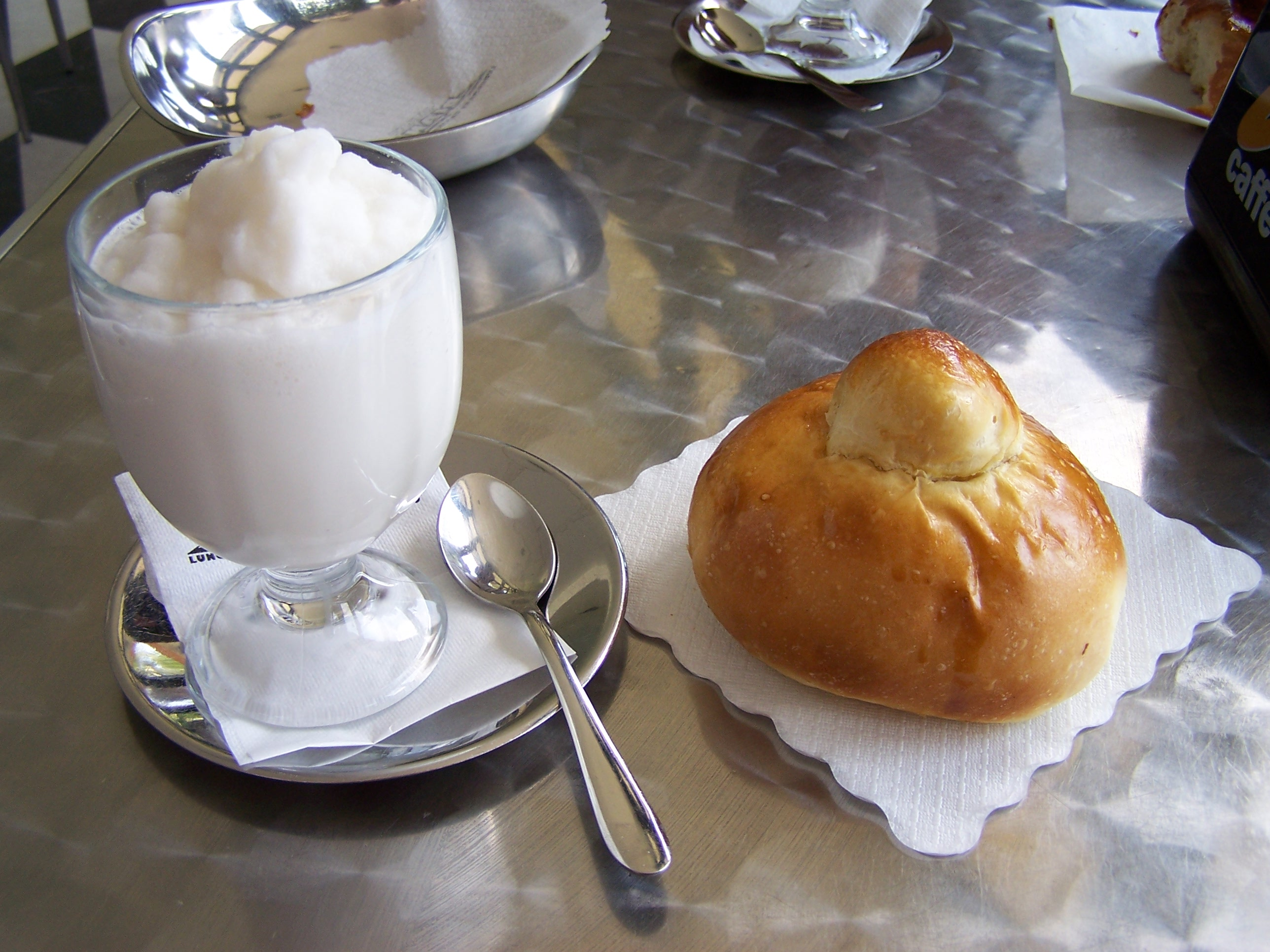
Amandelgranita met brioscia

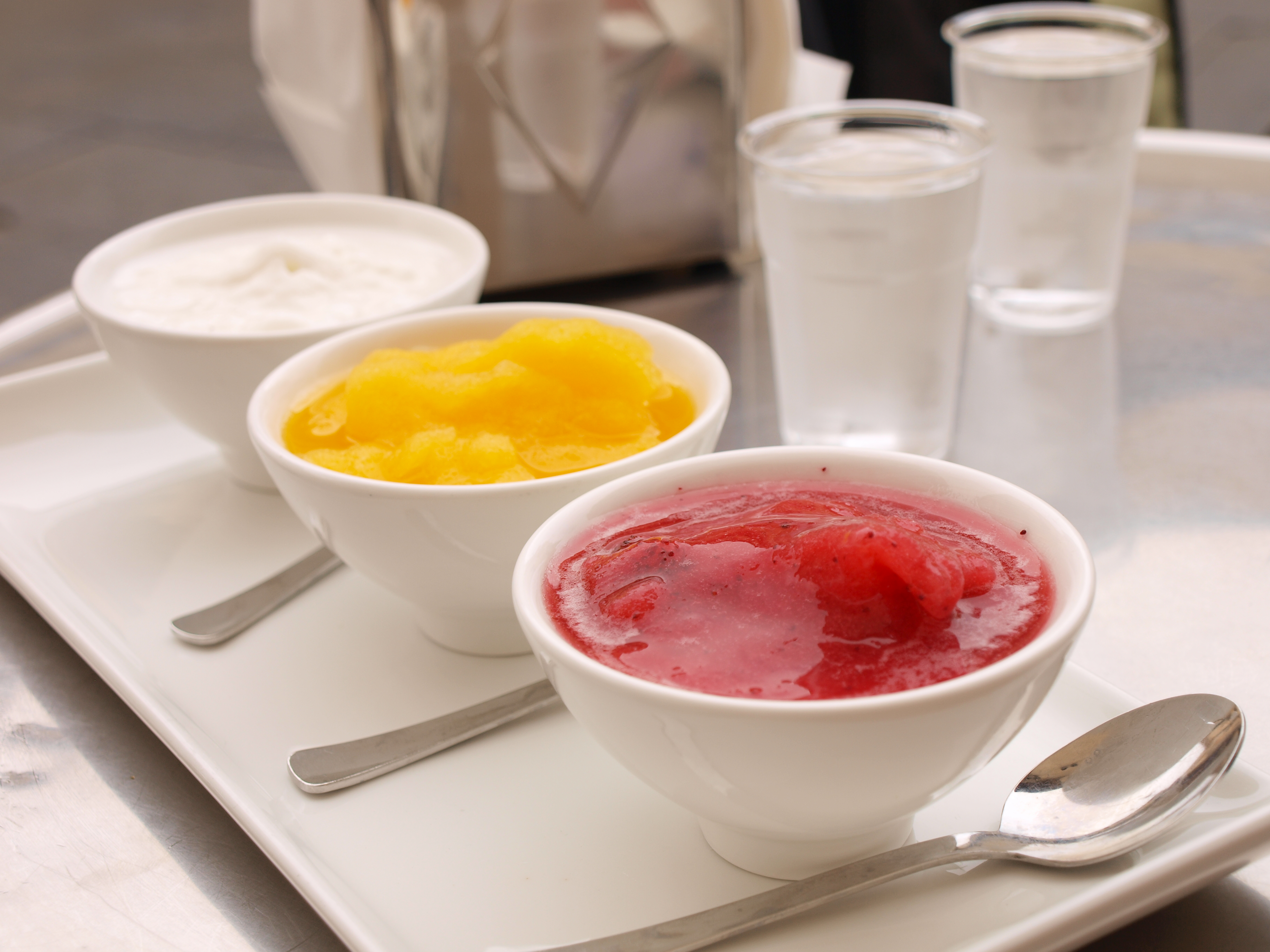
Trio van granita met aardbei-, mandarijn- en amandelsmaak

Granita is een halfbevroren zoete drank die kenmerkend is voor de Siciliaanse keuken. Het wordt bereid met water, suiker en vruchtensap, maar ook met andere bestanddelen zoals amandel, pistache, koffie en cacao.
Granita wordt vaak verward met de sorbet, die evenals de granita kan worden beschouwd als de voorloper van Italiaans ijs. Granita heeft een korreliger textuur dan ijs, maar verschilt hiermee nauwelijks van de sorbet. De textuur van granita verschilt per regio; in West-Sicilië is de drank korreliger dan in Oost-Sicilië, waar er vrijwel geen onderscheid is met de sorbet. In Rome is granita schaafijs, geen drank.

## Bereiding en consumptie
In het verleden werd er voor granita een suikergehalte van 25-30% gehanteerd. Thans is dit gedaald tot 18-20% suiker. Bij de bereiding dient het preparaat geroerd te worden om te vermijden dat er ijskristallen ontstaan die de smaak van het eindproduct verminderen.
Doorgaans wordt granita opgediend in transparante glazen. Traditioneel werd er vers en krokant brood bij geserveerd, wat later vervangen werd door een zogeheten brioscia (brioche). Een granita câ brioscia is een veelvoorkomend ontbijt op Sicilië, vooral in de kustgebieden. Daarnaast wordt granita ook 'op de hand' geconsumeerd uit plastic of kartonnen bekers, ter verkoeling tijdens wandelingen op zomeravonden.

## Lokale variaties
Er is geen standaardvorm van granita te bepalen. De traditionele granita werden bereid met citroen-, amandel- en chocoladearoma's en in Oost-Sicilië met kaneel, jasmijn en scursunera (morgenster). Hoewel de granita met morgenster niet meer bestaat, wordt het dialectwoord scursunera nu vooral in Palermo gebruikt om de jasmijngranita aan te duiden.